# Dina Portway Dobson
Dina Portway Dobson (* 3. März 1885 als Dina Portway; † 3. März 1968), ab 1949 Dina Portway Dobson-Hinton, war eine britische prähistorische Archäologin und Sachbuchautorin.

## Leben
Dobson besuchte als älteste Tochter eines Handwerkers für sogenannte Tortoise Stoves zunächst die Bedford High School und ab 1903 das Newnham College der University of Cambridge und beendete ihr Studium 1906 mit der Absolvierung der Tripos-Prüfungen in den Geschichtswissenschaften. Eine Promotion wurde ihr allerdings durch die damals noch existierenden universitären Einschränkungen für Frauen verweigert. Erst später erhielt sie einen Doctor of Letters (Litt. D.), allerdings vom Trinity College Dublin. Nach ihrem Abgang von der Universität Cambridge arbeitete sie bis 1910 als Lehrerin an High Schools in Manchester und Edgbaston. Im März 1911 heiratete sie den Hellenisten John Frederic Dobson (1875–1947), mit dem sie zunächst in Redland und ab 1939 in Wrington lebte. Die beiden waren Eltern eines Sohnes, des Unternehmers Richard Dobson (1914–1993). Mit ihrem Ehemann teilte sie ihr Interesse an der Höhlenforschung. Als erste Frau durchstieg sie 1920 die Easterwater Cavern (bis zum Grund des Second Pitch) und erreichte 1922 ebenfalls als erste Frau den sogenannten Forty foot pot des Swildon’s Hole. Ab den 1920ern und vor allem ab den 1930ern betätigte sie sich aktiv als Archäologin und Autorin und veröffentlichte mehrere Werke zu archäologischen wie allgemeiner auch historischen Themen. Als besonders bedeutendes Werk Dobsons gilt Archaelogy of Somerset (1931) über archäologische Funde in Somerset.
Daneben betätigte sich Dobson ab den 1930ern auch anderweitig. 1937 wurde sie zur Friedensrichterin ernannt, ein Jahr später wurde sie bis 1947 Mitglied des Bristol City Council. Zusätzlich engagierte sie sich in diversen Verbänden, darunter bei den Soroptimisten, in der Historical Association und in der University of Bristol Spelæological Society (UBSS) für Höhlenforschung. Dort war sie ab 1946 Vize-Präsidenten; ihr Ehemann amtierte derweil ab 1936 als Präsident. Im Rahmen deren Somerset und Wiltshire Schools gab sie zudem Kurse in Vorgeschichte und Archäologie. Federführend war sie ferner an der Wiederbelebung und Etablierung der Axbridge Caving Group & Archaeological Society beteiligt, der sie als Präsidentin vorstand. Daneben engagierte sie sich auch in der Nachwuchsförderung und förderte unter anderem Philip Rahtz und George Boon. Nach dem Tod ihres ersten Ehemanns heiratete sie 1949 in zweiter Ehe den Zoologen und Geologen Martin Hinton (1883–1961) und nahm den bürgerlichen Namen Dina Portway Dobson-Hinton an. Für Hinton, einen alten Freund der Dobsons, war es gleichfalls die zweite Ehe. Zu ihrem Freundeskreis gehörte ferner die Historikerin Agnes Conway. In den 1960ern verschlechterte sich Dobsons eigener Gesundheitszustand; sie verstarb an ihrem 83. Geburtstag.

## Auszeichnungen
- 1934: Fellow der Society of Antiquaries of London (FSA)[1]

## Werke
- The teaching of pre-history in schools. Historical Association / George Bell & Sons, London 1928, OCLC 9720976.
- The archaeology of Somerset. Methuen Publishing, London 1931, OCLC 6808990.
- A book of pre-history. From the dawn men to the iron age. T. Nelson & Sons, London 1933, OCLC 1221716178.
- A book of ancient history from Minos to Constantine. T. Nelson & Sons, London 1934, OCLC 36733794.
- Early man. Penguin Books, Harmondsworth 1950, OCLC 11081384.
- Clothing and costume. Longmans, Green & Company, London 1954, OCLC 30194932.